# 'Amr ibn Dinar
ʿAmr ibn Dīnār (in arabo ﻋﻤﺮﻭ ﺑﻦ ﺩﻳﻨﺎﺭ‎?; La Mecca, ... – La Mecca, 743 o 744) è stato un giurista arabo, soprannominato "al-Athram", ossia "lo sdentato".
Abū Muḥammad ʿAmr ibn Dīnār al-Jumaḥī tramandò, tra gli altri, ʾaḥādīth di ʿAbd Allāh b. ʿAbbās, di ʿUrwa b. al-Zubayr, di Abu Hurayra, e di ʿAmr b. al-ʿĀṣ. 
Ebbe tra i suoi allievi Ibn Jurayj e Sufyān b. ʿUyayna. Tramandò tra gli altri vari ʾaḥādīth di Abū Hāshim.
ʿAlī ibn al-Madīnī lo ricorda come uno dei sei più autorevoli conoscitori di tradizioni (ḥuffāẓ) di Mecca della sua epoca.